# Тимуриди

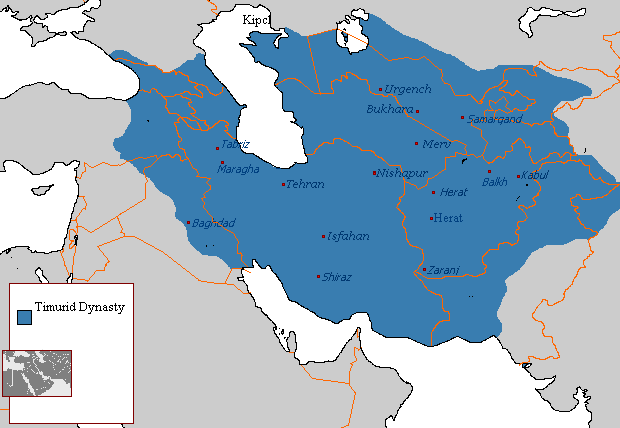
Держава Тимуридів

Тимуриди — середньовічна середньоазіатська династія нащадків Тимура, що правила в Трансоксанії, Ірані та Індії з 1370 по 1858 рік. Засновником династії був знаменитий полководець Тамерлан, який походив з тюркізованого монгольського племені барлас. Один з представників династії Тимуридів, Захір ад-дін Бабур, в 1526 році заснував індійську династію Великих Моголів.

## Тимуриди— поети, вчені
Деякі представники династії прославилися як вчені і літератори.
- Улугбек був великим астрономом і математиком.
- Хусейн Байкара (під псевдонімом Хусайні) був відомим поетом.
- Бабур відомий як поет і автор історичних мемуарів під назвою «Бабур-наме».
- Онук Тимура Абу Бакр писав вірші[1].
- Онук Тимура Султан Іскандар Ширазі був поетом[1].
- Син Міран-шаха Халіль-Султан теж писав вірші[1].
- Онук Тимура, син Шахруха — Байсонкур, засновник художньої галереї в Гераті.
- Дочка Бабура — Гульбадан Бегам була єдиною жінкою-істориком в середньовічній Індії.
- Правнук Бабура — Джахангир написав мемуари.
- Дочка падишаха Аурангзеба — Зеб-ун-Ніса була відомою поетесою на Сході.